# Margaret Maass
Pour les articles homonymes, voir Maass.
Margaret "Peggy" Maass, née le 17 novembre 1959 à Scotch Plains, est une coureuse cycliste professionnelle américaine.

## Palmarès sur piste

### Championnats du monde
- Bassano del Grappa 1985
  -  Médaillée de bronze de la poursuite

### Championnats des États-Unis
- 1988
  -  Championne des États-Unis du kilomètre

## Palmarès sur route
- 1984
  - 3e et 8e étapes du Tour du Texas
  - 4e étape de Coors Classic
  - 3e du Tour du Texas
- 1985
  - 3e du championnat des États-Unis
- 1986
  -  Championne des États-Unis du critèrium
- 1987
  - 7e étape de Coors Classic
- 1989
  - GP de Tokyo
  - GP d'Osaka
  - 1re et 9e étapes de Ore-Ida Women's Challenge
  - 3e étape du Tour du Texas
  - 3e du GP Nagoya